# Пасєка Микола Сергійович
Пасєка Микола Сергійович (нар. 18 травня 1946, Оратів) — український політик лівого спрямування. Агроном. Член КПУ; народний депутат України 3 скликання (1998—2002).

## Біографія
Закінчив Уманський сільсько-господарський інститут (1972), вчений агроном; Вища партійна школа при ЦК КПУ (1986).
З 1966 по 1972 рік — агроном, головний агроном, заступник голови, колективного господарства імені Калініна, село Нападівка Липовецького району Вінницької обл.
З 1972 по 1991 рік — на комсомольській і партійній роботі.
З 1991 по 1994 рік — голова, Липовецька райрада народний депутат.
З 1994 по 1995 рік — начальник, Липовецький райвідділ статистики.
З 1995 року— голова правління КСП «Маяк», с. Лукашівка Липовецького району.
Отримав Медаль «За трудову доблесть».

## Політична діяльність
Народний депутат України 3 скликання (03.1998 по 04.2002), виборчий округ № 15, Вінницької області. 
На час виборів: голова правління КСП «Маяк», член КПУ. 
Голова підкомітету з питань земельних відносин Комітету з питань аграрної політики та земельних відносин (з 07.1998).
Член фракції КПУ (з 05.1998).
У 2002 році кандидат в народні депутати України від Комуністичної Партії України, №67 в списку. На час виборів: народний депутат України, член Комуністичної Партії України.